# Mary MacSwiney

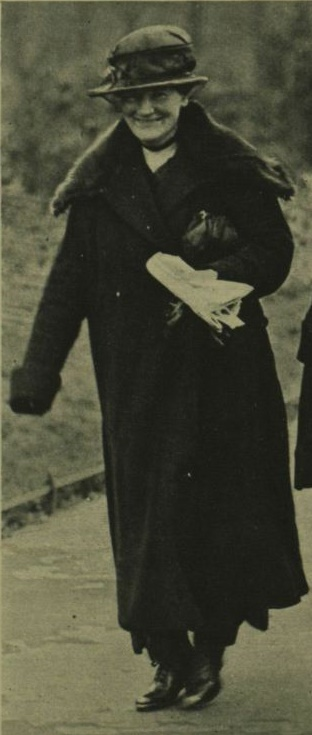
Mary MacSwiney, 1921

Mary MacSwiney (irisch Máire Nic Shuibhne, * 27. März 1872 in London; † 8. März 1942 in Cork) war eine irische Politikerin und Frauenrechtlerin.
MacSwiney wurde 1872 in London geboren. Als sie sechs Jahre alt war, zog ihre Familie zurück nach Cork. Später arbeitete MacSwiney kurzzeitig an Privatschulen in Großbritannien und Frankreich, bevor sie an der University of Cambridge studierte und im Hillside Convent sowie im Farnborough and the Benedictine Convent in Ventnor arbeitete. Nach dem Tod ihrer Mutter übernahm sie die Aufgabe, sich um die Familie zu kümmern, und nahm einen Posten an der St Angela’s Ursuline High School an. Dort blieb sie bis zu ihrer Entlassung 1916. 
MacSwiney war 1914 Gründungsmitglied der Frauenverbandes Cumann na mBan („Gesellschaft der Frauen“) in Cork und betätigte sich viele Jahre als Vizepräsidentin der Organisation auf nationaler Ebene. Nach dem Osteraufstand von 1916 wurde sie inhaftiert und verlor infolgedessen ihre Arbeitsstelle an der St Angela’s Ursuline High School. Zusammen mit ihrer Schwester Annie gründete sie nun 1917 die Scoil Íte, eine der von Patrick Pearse gegründeten St. Enda’s School nachempfundene Mädchenschule. MacSwiney blieb dieser Schule ihr restliches Leben lang verbunden. 
Im selben Jahr trat sie der Sinn Féin bei. Nach dem Tod ihres Bruders Terence, der 1920 im Brixton-Gefängnis in London an den Folgen eines Hungerstreikes starb, wurde sie 1921 zusammen mit ihrem zweiten Bruder Seán MacSwiney in den Dáil Éireann gewählt. Dort zählte sie zu den Gegnern des Anglo-Irischen Vertrages. Später zerstritt sie sich mit Éamon de Valera, einem anderen Vertragsgegner. Während des irischen Bürgerkrieges wurde sie zweimal inhaftiert und führte jeweils einen Hungerstreik durch, zuerst einen 21-tägigen Streik im Mountjoy Gaol und dann später einen von 24 Tagen Dauer im Kilmainham Gaol. 
Als der Bürgerkrieg vorbei war, widmete MacSwiney sich wieder der Cumann na mBan und ihren republikanischen Zielen. 1927 schied sie aus dem Dáil Éireann aus und gründete 1933 zusammen mit ihrer engen Freundin Albinia Broderick die Organisation Mná na Poblachta („Frauen der Republik“) als Konkurrenz zu Cumann na mBan, die MacSwiney zunehmend als zu weit nach links gerückt empfand.